# Mason Greenwood
Mason Will John Greenwood (ur. 1 października 2001 w Bradford) – angielski piłkarz pochodzenia jamajskiego, występujący na pozycji napastnika w Olympique Marsylia. Wychowanek Manchesteru United. Były młodzieżowy reprezentant Anglii oraz jednokrotny reprezentant seniorskiej kadry.

## Kariera klubowa
Greenwood do akademii Manchesteru United trafił w wieku 6 lat. 6 marca 2019 roku zadebiutował w seniorskiej piłce w wygranym 1:3 meczu 1/8 finału Ligi Mistrzów przeciwko Paris Saint-Germain, zmieniając w 87 minucie spotkania Ashleya Younga. Tym samym w wieku 17 lat i 156 dni został drugim najmłodszym piłkarzem w historii Manchesteru United debiutującym w europejskich pucharach (zaraz za Normanem Whitesidem) oraz najmłodszym piłkarzem reprezentującym klub w erze Ligi Mistrzów. Swoją pierwszą bramkę dla Manchesteru United strzelił 19 września 2019 roku w wygranym 1:0 meczu przeciwko FK Astana. Dzięki tej bramce w wieku 17 lat i 353 dni został najmłodszym strzelcem w europejskich pucharach w historii klubu. 
1 września 2023 roku został wypożyczony do Getafe.
18 lipca 2024 roku został ogłoszony nowym piłkarzem Olympique Marsylia.

## Kariera reprezentacyjna
W reprezentacji Anglii do lat 21 zadebiutował 6 września 2019 roku w wygranym 3:2 meczu przeciwko Turcji.
W reprezentacji Anglii zadebiutował 5 września 2020 roku w wygranym 1:0 meczu przeciwko reprezentacji Islandii, zmieniając w 78. minucie spotkania Harry'ego Kane'a.

## Problemy z prawem
W styczniu 2022 Greenwood został aresztowany pod zarzutem gwałtu i napaści na kobietę, a kilka dni później pod zarzutem napaści seksualnej i groźby śmierci. Od tego dnia Greenwood nie trenował ani nie występował w swoim klubie ani drużynie narodowej. 2 lutego 2023 wszystkie zarzuty pod adresem Greenwooda zostały oddalone.
W sierpniu 2023 roku Manchester United poinformował, że Greenwood nie wróci do gry w barwach klubu.

## Statystyki

### Klubowe
(aktualne na dzień 18 lipca 2024)
| Klub               | Sezon              | Liga               | Liga  | Liga   | Puchar kraju | Puchar kraju | Puchar ligi | Puchar ligi | Europa | Europa | Inne  | Inne   | Suma  | Suma   |
| Klub               | Sezon              | Liga               | Mecze | Bramki | Mecze        | Bramki       | Mecze       | Bramki      | Mecze  | Bramki | Mecze | Bramki | Mecze | Bramki |
| ------------------ | ------------------ | ------------------ | ----- | ------ | ------------ | ------------ | ----------- | ----------- | ------ | ------ | ----- | ------ | ----- | ------ |
| Manchester United  | 2018/19            | Premier League     | 3     | 0      | 0            | 0            | 0           | 0           | 1      | 0      | –     | –      | 4     | 0      |
| Manchester United  | 2019/20            | Premier League     | 31    | 10     | 5            | 1            | 4           | 1           | 9      | 5      | –     | –      | 49    | 17     |
| Manchester United  | 2020/21            | Premier League     | 31    | 7      | 4            | 2            | 3           | 1           | 14     | 2      | –     | –      | 52    | 12     |
| Manchester United  | 2021/22            | Premier League     | 18    | 5      | 1            | 0            | 1           | 0           | 4      | 1      | –     | –      | 24    | 6      |
| Manchester United  | 2022/23            | Premier League     | 0     | 0      | 0            | 0            | 0           | 0           | 0      | 0      | –     | –      | 0     | 0      |
| Getafe (wyp.)      | 2023/24            | Primera División   | 33    | 8      | 3            | 2            | –           | –           | –      | –      | –     | –      | 36    | 10     |
| Olympique Marsylia | 2024/25            | Ligue 1            | 0     | 0      | 0            | 0            | –           | –           | –      | –      | –     | –      | 0     | 0      |
| Ogólnie w karierze | Ogólnie w karierze | Ogólnie w karierze | 116   | 30     | 13           | 5            | 8           | 2           | 28     | 8      | 0     | 0      | 165   | 45     |

## Sukcesy

### Indywidualne
- Jimmy Murphy Young Player of the Year: 2018/2019